# Federazione italiana dei circoli del cinema
La Federazione Italiana dei Circoli del Cinema (FICC) è un'associazione italiana di rilievo nazionale, impegnata nella promozione, salvaguardia e valorizzazione del patrimonio culturale cinematografico. Fondata con l'obiettivo di diffondere la cultura cinematografica in tutto il territorio italiano, la FICC riunisce numerosi circoli e club di appassionati del cinema, offrendo loro supporto e coordinamento nelle attività.

## Storia
La Federazione venne fondata informalmente nel settembre 1947, durante lo svolgimento della Mostra internazionale d'arte cinematografica di Venezia, da alcuni circoli del cinema italiani. Divenne attiva formalmente dall'8 novembre dello stesso anno e, sempre nel 1947, contribuì alla creazione dell'International Federation of Film Societies (Federazione Internazionale dei Cine Club). 
Attraverso la sua rete di circoli, la FICC favorisce la diffusione di film d'autore, indipendenti e internazionali, spesso poco visibili nei circuiti commerciali tradizionali. Questo impegno contribuisce a mantenere viva la passione per il cinema di qualità e a stimolare il dibattito culturale.
La FICC rappresenta anche un punto di riferimento per la formazione e l'educazione al cinema, promuovendo corsi, workshop e seminari rivolti a giovani cinefili, studenti e professionisti del settore. Grazie a queste iniziative, la federazione mira a coltivare nuove generazioni di spettatori consapevoli e appassionati.

## Presidenti
La FICC è stata diretta da nomi importanti del cinema italiano come Callisto Cosulich, Carlo Lizzani, Antonio Pietrangeli, che ne è stato il primo presidente (sostituito poi nel '49 dal torinese Franco Antonicelli), Cesare Zavattini, Virgilio Tosi, Filippo Maria De Sanctis (presidente dal 1964 al 1972)... Dal 1972 al 1993 ne fu presidente Riccardo Napolitano.Dal giugno 2008 al giugno 2024, Marco Asunis, operatore culturale formatosi alla scuola della Cineteca sarda fondata da Fabio Masala e membro del Comitato di consulenza e rappresentanza del periodico "Diari di Cineclub", ha ricoperto il ruolo di presidente. A partire da giugno 2024, la presidenza passerà a Tiziana Spadaro. 